# Ion Oltei
Ion Oltei (n. 21 octombrie 1943) este un deputat român în legislatura 2000-2004, ales în județul Suceava pe listele partidului PSD.

## Legături externe
- Ion Oltei Arhivat în 3 februarie 2022, la Wayback Machine. la cdep.ro